# Agua Colorada, Huautepec
Agua Colorada är en ort i Mexiko.   Den ligger i kommunen Huautepec och delstaten Oaxaca, i den sydöstra delen av landet, 290 km sydost om huvudstaden Mexico City. Agua Colorada ligger 1 639 meter över havet och antalet invånare är 243.
Terrängen runt Agua Colorada är bergig åt sydväst, men åt nordost är den kuperad. Runt Agua Colorada är det ganska glesbefolkat, med 36 invånare per kvadratkilometer. Närmaste större samhälle är Huautla de Jiménez, 8,2 km nordväst om Agua Colorada. I omgivningarna runt Agua Colorada växer i huvudsak städsegrön lövskog.